# Paul Baethcke

Korrespondenzkarte an Paul Baethcke, 1900

Paul Adolf Theodor Baethcke (* 1850 in Reckenthin; † 1936 in Georgenthal) war ein deutscher evangelischer Pfarrer und Heimatforscher.
Baethcke stammte aus der Prignitz und war nach dem Theologiestudium von 1877 bis 1890 Pfarrer von Schwarzhausen, bevor er als Pfarrer nach Georgenthal ging. Dort widmete er sich ab 1892 besonders der systematischen Ausgrabung der Ruine des Zisterzienserklosters Georgenthal. Die Gemeinde Georgenthal hat eine Straße nach ihm benannt.

## Werke (Auswahl)
- Die Kirche zu Georgenthal in Thüringen. 1900.
- Die Roteln von Admont. In: Mitteilungen der Vereinigung für Gothaische Geschichte und Altertumsforschung. Verlag Thienemannsche Hofbuchhandlung, Gotha 1905.
- Die Auflösung des Klosters St. Georgenthal.
- Die Graf Kevernburger Gruft in der Abteikirche von Georgenthal in Thüringen. 1924.
- Georgenthal in Thüringen. 1924.
- Die Gründung des Klosters Georgenthal. 1903.